# Omán en los Juegos Paralímpicos de Seúl 1988
Omán estuvo representado en los Juegos Paralímpicos de Seúl 1988 por nueve deportistas masculinos. El equipo paralímpico omaní no obtuvo ninguna medalla en estos Juegos.